# Ingemar Stenmark
Jan Ingemar Stenmark (nascut el 18 de març de 1956) és un antic esquiador alpí suec, competidor a la Copa del Món d'esquí alpí. És considerat un dels atletes suecs més destacats de la història, i com el més gran especialista en eslàlom i eslàlom gegant de tots els temps. Va competir pel club Tärna IK Fjällvinden.

## Biografia
Nascuda a Joesjö, al municipi de Storuman, a Lapònia, la família de Stenmark es va traslladar a Tärnaby a prop de Noruega quan tenia quatre anys. Es va convertir en un veí de la infància de Stig Strand (també nascut el 1956), que va empatar Stenmark amb el títol d'eslàlom de la Copa del Món l'any 1983. Stenmark va començar a esquiar als cinc anys i va guanyar la seva primera competició nacional als vuit anys.

## Competició
Stenmark va debutar amb 17 anys a la Copa del Món el desembre de 1973. Fins ara ha guanyat més carreres internacionals que qualsevol altre esquiador alpí: va obtenir 86 victòries a la Copa del Món (46 eslàloms gegants i 40 eslàloms). Stenmark només va guanyar en les dues disciplines tècniques: l'eslàlom i l'eslàlom gegant (la resta de proves són de descens, super-G, primera carrera el desembre de 1982 i combinades). Poques vegades competia en les altres disciplines, ja que no se sentia còmode amb velocitats superiors als 120 km / h. Stenmark encara té el rècord de major marge de victòries en una cursa alpina de la Copa del Món: 4,06 segons per davant del segon classificat Bojan Križaj a Jasna el 4 de febrer de 1979. Stenmark era conegut com un campió tranquil, amb respostes curtes però educades a preguntes dels mitjans de comunicació.
Pels seus tres títols consecutius de Copa del Món (1976-1978), Stenmark va guanyar la medalla Holmenkollen el 1979 (compartida amb Erik Håker i Raisa Smetanina). Stenmark també va obtenir la medalla d’or Svenska Dagbladet dues vegades (1975, 1978). La seva medalla de 1978 es va compartir amb el tennista Björn Borg, cosa que els va convertir en els dos únics homes que han guanyat l'honor dues vegades (l'esquiadora alpina Anja Pärson va rebre la medalla el 2006 i el 2007).
Al Campionat del Món de 1978 a Garmisch-Partenkirchen, a Alemanya, Stenmark va guanyar l'eslàlom per dos terços de segon i l'eslàlom gegant per més de dos segons, i va defensar amb èxit els dos títols mundials als Jocs Olímpics d’hivern del 1980 a Lake Placid, que també es comptava com a campionat del món. Als següents campionats del món del 1982, a Àustria, va fer una primera carrera fluixa a l'eslàlom gegant i es haver de conformar amb la plata. Però va aconseguir la victòria a l'eslàlom i es va convertir en el primer a guanyar el mateix títol en tres campionats mundials consecutius. Als 25 anys, era la seva última medalla en una competició important.
Stenmark no va poder participar en els Jocs Olímpics d’Hivern de 1984 de Sarajevo perquè la Federació Internacional d’Esquí (FIS) li va prohibir per acceptar pagaments promocionals directament, en lloc de fer-ho a través de la federació nacional d’esquí. Hanni Wenzel de Liechtenstein també va ser prohibit; tots dos van ser dobles medallistes d'or el 1980. A Marc Girardelli, que va ser el millor corredor d’eslàlom durant la temporada 1983-84, tampoc no se li va permetre participar. En el seu cas, va ser perquè no tenia la ciutadania de Luxemburg, país pel qual competia. A Stenmark se li va permetre tornar a la competició olímpica el 1988, però ja havia superat el seu millor moment i no va guanyar cap medalla (no obstant això, va tenir la segona carrera més ràpida de la competició d'eslàlom). Es va retirar de la competició de la Copa Mundial al final de la temporada de 1989 al març, dies abans del seu 33è aniversari.

## Altres
Durant els anys del 1976 al 1978, Stenmark, juntament amb el tennista Björn Borg, es va convertir en una icona nacional a Suècia. Això no es va canviar pel fet que es va traslladar a Mònaco el 1980 per motius fiscals. Als 40 anys va guanyar el campionat suec de Superstars el 1996. El 26 de desembre de 2004, Stenmark va sobreviure al terratrèmol de l'oceà Índic mentre estava de vacances a Tailàndia. El 2015, va ser ballarí famós al Let's Dance 2015, on es va associar amb la ballarina professional Cecilia Ehrling.

## Resultats del Mundial

### Títols de temporada
- 19 títols – (3 en general, 8 eslàlom, 8 eslàlom gegant)

| En general                                                                                   | Eslàlom | Eslàlom gegant |
| -------------------------------------------------------------------------------------------- | --- | --- |
| Copa del Món d'esquí alpí 1976 Copa del món d'esquí alpí 1977 Copa del món d'esquí alpí 1978 | Copa del món d'esquí alpí 1975 Copa del món d'esquí alpí 1976 Copa del món d'esquí alpí 1977 Copa del món d'esquí alpí 1978 Copa del Món d'esquí alpí 1979 Món d'esquí alpí 1980 Copa del Món d'esquí alpí 1981 Copa del món d'esquí alpí 1983 | Copa del món d'esquí alpí 1975 Copa del món d'esquí alpí 1976 Copa del món d'esquí alpí 1977 Copa del món d'esquí alpí 1978 Copa del Món d'esquí alpí 1979 Món d'esquí alpí 1980 Copa del món d'esquí alpí 1981 Copa del món d'esquí alpí 1984 |
| 3                                                                                            | 8 | 8 |

### Classificació de la temporada
| Temporada                      | Edat | General | Eslàlom | Eslàlom gegant | Super-G            | Downhill | Combinat   |
| ------------------------------ | ---- | ------- | ------- | -------------- | ------------------ | -------- | ---------- |
| Copa del món d'esquí alpí 1974 | 17   | 12      | 6       | —              | no corregut        | —        | no premiat |
| Copa del món d'esquí alpí 1975 | 18   | 2       | 1       | 1              | no corregut        | —        | no premiat |
| Copa del món d'esquí alpí 1976 | 19   | 1       | 1       | 1              | no corregut        | —        | —          |
| Copa del món d'esquí alpí 1977 | 20   | 1       | 1       | 1              | no corregut        | —        | no premiat |
| Copa del món d'esquí alpí 1978 | 21   | 1       | 1       | 1              | no corregut        | —        | no premiat |
| Copa del món d'esquí alpí 1979 | 22   | 5       | 1       | 1              | no corregut        | —        | no premiat |
| Copa del món d'esquí alpí 1980 | 23   | 2       | 1       | 1              | no corregut        | —        | —          |
| Copa del món d'esquí alpí 1981 | 24   | 2       | 1       | 1              | no corregut        | —        | 15         |
| Copa del món d'esquí alpí 1982 | 25   | 2       | 2       | 2              | no corregut        | —        | —          |
| Copa del món d'esquí alpí 1983 | 26   | 2       | 1       | 2              | no premiat (w/ GS) | —        | 23         |
| Copa del món d'esquí alpí 1984 | 27   | 2       | 2       | 1              | no premiat (w/ GS) | —        | —          |
| Copa del món d'esquí alpí 1985 | 28   | 6       | 3       | 10             | no premiat (w/ GS) | —        | 25         |
| Copa del món d'esquí alpí 1986 | 29   | 5       | 2       | 2              | —                  | —        | —          |
| Copa del món d'esquí alpí 1987 | 30   | 6       | 2       | 7              | —                  | —        | —          |
| Copa del món d'esquí alpí 1988 | 31   | 21      | 16      | 9              | —                  | —        | —          |
| Copa del món d'esquí alpí 989  | 32   | 17      | 21      | 4              | —                  | —        | —          |

### Victòries de cursa
86 victòries – (46 eslàloms gegants, 40 Eslàloms), 155 podis
| Temporada                      | Data                | Lloc                         | Disciplina     |
| ------------------------------ | ------------------- | ---------------------------- | -------------- |
| 1975                           | 17 desembre 1974    | Madonna di Campiglio, Itàlia | Eslàlom        |
| 1975                           | 12 gener 1975       | Wengen, Suïssa               | Eslàlom        |
| 1975                           | 21 febrer 1975      | Naeba, Japó                  | Eslàlom gegant |
| 1975                           | 2 març 1975         | Garibaldi (Whistler), Canada | Eslàlom gegant |
| 1975                           | 13 març 1975        | Sun Valley, EUA              | Eslàlom gegant |
| 1976                           | 15 desembre 1975    | Sterzing / Vipiteno, Itàlia  | Eslàlom        |
| 1976                           | 11 gener 1976       | Wengen, Suïssa               | Eslàlom        |
| 1976                           | 24 gener 1976       | Kitzbühel, Àustria           | Eslàlom        |
| 1976                           | 27 gener 1976       | Zwiesel, Alemanya Occidental | Eslàlom gegant |
| 1976                           | 7 març 1976         | Copper Mountain, EUA         | Eslàlom        |
| 1976                           | 14 març 1976        | Aspen, EUA                   | Eslàlom        |
| 1977                           | 3 gener 1977        | Laax, Suïssa                 | Eslàlom        |
| 1977                           | 10 gener 1977       | Berchtesgaden, W. Germany    | Eslàlom        |
| 1977                           | 16 gener 1977       | Kitzbühel, Àustria           | Eslàlom        |
| 1977                           | 23 gener 1977       | Wengen, Suïssa               | Eslàlom        |
| 1977                           | 6 febrer 1977       | St. Anton, Àustria           | Eslàlom        |
| 1977                           | 6 març 1977         | Sun Valley, EUA              | Eslàlom gegant |
| 1977                           | 18 març 1977        | Voss, Noruega                | Eslàlom        |
| 1977                           | 20 març 1977        | Åre, Suècia                  | Eslàlom        |
| 1977                           | 21 març 1977        | Åre, Suècia                  | Eslàlom gegant |
| 1977                           | 25 març 1977        | Sierra Nevada, Spain         | Eslàlom gegant |
| 1978                           | 10 desembre 1977    | Val d'Isère, França          | Eslàlom gegant |
| 1978                           | 13 desembre 1977    | Madonna di Campiglio, Itàlia | Eslàlom        |
| 1978                           | 14 desembre 1977    | Madonna di Campiglio, Itàlia | Eslàlom gegant |
| 1978                           | 5 gener 1978        | Oberstaufen, Alemanya Oest   | Eslàlom        |
| 1978                           | 8 gener 1978        | Zwiesel, Alemanya Oest       | Eslàlom gegant |
| 1978                           | 9 gener 1978        | Zwiesel, Alemanya Oest       | Eslàlom        |
| 1978                           | 18 març 1978        | Arosa, Suïssa                | Eslàlom gegant |
| 1979                           | 9 desembre 1978     | Schladming, Àustria          | Eslàlom gegant |
| 1979                           | 21 desembre 1978    | Kranjska Gora, Iugoslàvia    | Eslàlom        |
| 1979                           | 22 desembre 1978    | Kranjska Gora, Iugoslàvia    | Eslàlom gegant |
| 1979                           | 7 gener 1979        | Courchevel, França           | Eslàlom gegant |
| 1979                           | 16 gener 1979       | Adelboden, Suïssa            | Eslàlom gegant |
| 1979                           | 23 gener 1979       | Steinach, Àustria            | Eslàlom gegant |
| 1979                           | 4 febrer 1979       | Jasná, Txecoslovàquia        | Eslàlom gegant |
| 1979                           | 10 febrer 1979      | Åre, Suècia                  | Eslàlom gegant |
| 1979                           | 11 febrer 1979      | Åre, Suècia                  | Eslàlom        |
| 1979                           | 4 març 1979         | Lake Placid, EUA             | Eslàlom gegant |
| 1979                           | 12 març 1979        | Heavenly Valley, EUA         | Eslàlom gegant |
| 1979                           | 17 març 1979        | Furano, Japan                | Eslàlom        |
| 1979                           | 19 març 1979        | Furano, Japan                | Eslàlom gegant |
| 1980                           | 8 desembre 1979     | Val d'Isère, França          | Eslàlom gegant |
| 1980                           | 11 desembre 1979    | Madonna di Campiglio, Itàlia | Eslàlom        |
| 1980                           | 12 desembre 1979    | Madonna di Campiglio, Itàlia | Eslàlom gegant |
| 1980                           | 21 gener 1980       | Adelboden, Suïssa            | Eslàlom gegant |
| 1980                           | 27 gener 1980       | Chamonix, França             | Eslàlom        |
| 1980                           | 27 febrer 1980      | Waterville Valley, EUA       | Eslàlom        |
| 1980                           | 1 març 1980         | Mont-Sainte-Anne, Canada     | Eslàlom gegant |
| 1980                           | 10 març 1980        | Cortina d'Ampezzo, Itàlia    | Eslàlom        |
| 1980                           | 11 març 1980        | Cortina d'Ampezzo, Itàlia    | Eslàlom gegant |
| 1980                           | 13 març 1980        | Saalbach, Àustria            | Eslàlom gegant |
| 1980                           | 15 març 1980        | Saalbach, Àustria            | Eslàlom        |
| 1981                           | 9 desembre 1980     | Madonna di Campiglio, Itàlia | Eslàlom        |
| 1981                           | 10 desembre 1980    | Madonna di Campiglio, Itàlia | Eslàlom gegant |
| 1981                           | 6 gener 1981        | Morzine, França              | Eslàlom gegant |
| 1981                           | 18 gener 1981       | Kitzbühel, Àustria           | Eslàlom        |
| 1981                           | 26 gener 1981       | Adelboden, Suïssa            | Eslàlom gegant |
| 1981                           | 1 febrer 1981       | St. Anton, Àustria           | Eslàlom        |
| 1981                           | 2 febrer 1981       | Schladming, Àustria          | Eslàlom gegant |
| 1981                           | 8 febrer 1981       | Oslo, Noruega                | Eslàlom        |
| 1981                           | 11 febrer 1981      | Voss, Noruega                | Eslàlom gegant |
| 1981                           | 14 febrer 1981      | Åre, Suècia                  | Eslàlom gegant |
| 1982                           | 9 gener 1982        | Morzine, França              | Eslàlom gegant |
| 1982                           | 12 gener 1982       | Bad Wiessee, Alemanya Oest   | Eslàlom        |
| 1982                           | 17 gener 1982       | Kitzbühel, Àustria           | Eslàlom        |
| 1982                           | 19 gener 1982       | Adelboden, Suïssa            | Eslàlom gegant |
| 1982                           | 9 febrer 1982       | Kirchberg, Àustria           | Eslàlom gegant |
| 1983                           | 14 desembre 1982    | Courmayeur, Itàlia           | Eslàlom        |
| 1983                           | 23 gener 1983       | Kitzbühel, Àustria           | Eslàlom        |
| 1983                           | 11 febrer 1983      | Markstein, França            | Eslàlom        |
| 1983                           | 13 febrer 1983      | Todtnau, Alemanya Oest       | Eslàlom gegant |
| 1983                           | 26 febrer 1983      | Gällivare, Suècia            | Eslàlom gegant |
| 1984                           | 13 desembre 1983    | Courmayeur, Itàlia           | Eslàlom        |
| 1984                           | 20 desembre 1983    | Madonna di Campiglio, Itàlia | Eslàlom        |
| 1984                           | 10 gener 1984       | Adelboden, Suïssa            | Eslàlom gegant |
| 1984                           | 17 gener 1984       | Parpan, Suïssa               | Eslàlom        |
| 1984                           | 23 gener 1984       | Kirchberg, Àustria           | Eslàlom gegant |
| 1984                           | 4 febrer 1984       | Borovetz, Bulgària           | Eslàlom gegant |
| 1984                           | 7 de març de 1984   | Vail, EUA                    | Eslàlom gegant |
| 1986                           | 15 desembre 1985    | Alta Badia, Itàlia           | Eslàlom gegant |
| 1986                           | 25 de gener de 1986 | St. Anton, Àustria           | Eslàlom        |
| 1986                           | 27 febrer 1986      | Hemsedal, Noruega            | Eslàlom gegant |
| 1986                           | 18 de març de 1986  | Lake Placid, EUA             | Eslàlom gegant |
| Copa del Món d'esquí alpí 1987 | 29 Novembre 1986    | Sestriere, Itàlia            | Eslàlom        |
| Copa del Món d'esquí alpí 1987 | 14 febrer 1987      | Markstein, França            | Eslàlom        |
| 1989                           | 19 febrer 1989      | Aspen, EUA                   | Eslàlom gegant |